# Janirella sedecimtuberculata
Janirella sedecimtuberculata är en kräftdjursart som beskrevs av Gamo 1983. Janirella sedecimtuberculata ingår i släktet Janirella och familjen Janirellidae. Inga underarter finns listade i Catalogue of Life.